# Davide Simoncelli

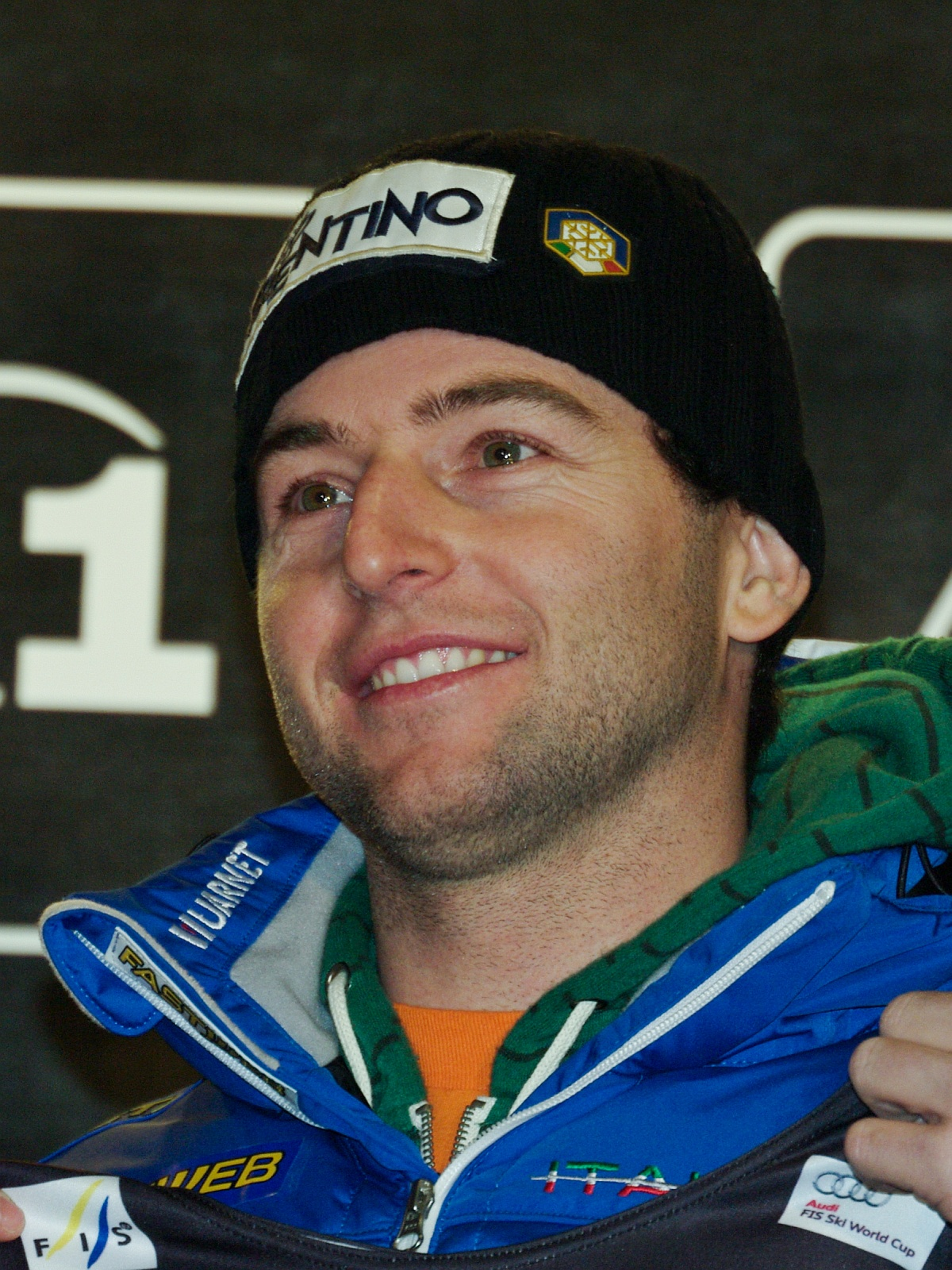
Davide Simoncelli.

Davide Simoncelli nació el 30 de enero de 1979 en Rovereto (Italia), es un esquiador que tiene 2 victorias en la Copa del Mundo de Esquí Alpino (con un total de 8 podiums).

## Resultados

### Juegos Olímpicos de Invierno
- 2010 en Vancouver, Canadá
  - Eslalon Gigante: 19.º
- 2014 en Sochi, Rusia
  - Eslalon Gigante: 17.º

### Campeonatos Mundiales
- 2001 en St. Anton, Austria
  - Eslalon Gigante: 20.º
  - Eslalon: 23.º
- 2009 en Val d'Isère, Francia
  - Eslalon Gigante: 11.º
- 2011 en Garmisch-Partenkirchen, Alemania
  - Eslalon Gigante: 20.º
- 2013 en Schladming, Austria
  - Eslalon Gigante: 6.º
- 2015 en Vail/Beaver Creek, Estados Unidos
  - Eslalon Gigante: 17.º

### Copa del Mundo

#### Clasificación general Copa del Mundo
- 2000-2001: 109.º
- 2001-2002: 104.º
- 2002-2003: 60.º
- 2003-2004: 37.º
- 2004-2005: 38.º
- 2005-2006: 29.º
- 2006-2007: 64.º
- 2007-2008: 56.º
- 2008-2009: 73.º
- 2009-2010: 22.º
- 2010-2011: 73.º
- 2011-2012: 45.º
- 2012-2013: 40.º
- 2013-2014: 61.º
- 2014-2015: 57.º

#### Clasificación por disciplinas (Top-10)
- 2003-2004:
  - Eslalon Gigante: 5.º
- 2004-2005:
  - Eslalon Gigante: 8.º
- 2005-2006:
  - Eslalon Gigante: 4.º
- 2009-2010:
  - Eslalon Gigante: 4.º
- 2011-2012:
  - Eslalon Gigante: 10.º

#### Victorias en la Copa del Mundo (2)

##### Eslalon Gigante (2)
| Fecha                   | Lugar      |
| ----------------------- | ---------- |
| 21 de diciembre de 2003 | Alta Badia |
| 4 de marzo de 2006      | Yongpyong  |